# 雷監視システム

雷監視システム（かみなりかんしシステム）は、雷により発生する電波を受信し、その位置、発生時刻等の情報を作成するシステムである。この情報を航空会社などに直ちに提供することにより、空港における地上作業の安全確保や航空機の安全運航に有効に利用されている。気象庁では、この雷監視システムをライデン（LIDEN：LIghtning DEtection Network system）と呼んでいる。
雷が付近で発生しているときに、ラジオを聴いているとバリバリという雑音が入ることがあるが、これは、雷に伴って電磁波が発生することによるものである。雷には、大きく分けて雲放電（雷雲の中や雲と雲の間で起きる放電）と対地放電（雷雲と大地の間の放電で、落雷ともいう。）の二種類があり、それぞれの雷が発する電磁波は、特徴が異なることが知られている。
雷監視システムは、全国30か所に設置した「検知局」にて雷から放射された電磁波をアンテナで受信して、この信号から得られる雷の到達時間や波形情報などに、高精度の受信時刻を付加して瞬時に「中央処理局」にその情報を伝送する。中央処理局では、それらの情報を元に雷の種類及び発生位置を自動的に算出（標定）する。
日本では、電力会社（特に送電会社）も独自に雷を観測・検知するシステムを持っているほか、その他の民間企業（フランクリン・ジャパンなど）による観測網も存在する。